# Guttera
Guttera és un gènere d'ocells de la família dels numídids (Numididae). Aquestes pintades viuen al terra de la selva humida d'Àfrica central i són notables per un plomall que porten al capell.
El nom Guttera és una combinació de les paraules llatines «gutta», que significa “taca” i «-fera», que significa “coixinet” (de «ferre»: “portar”).

## Llista d'espècies
S'han descrit quatre espècies dins aquest gènere:
- pintada crestada meridional (Guttera edouardi).
- pintada de plomall (Guttera plumifera).
- pintada crestada oriental (Guttera pucherani).
- pintada crestada occidental (Guttera verreauxi).